# Essai de pompage
Les essais de pompage sont réalisés lors des études hydrogéologiques. Ils permettent d'estimer le rayon d'action du pompage et de calculer le coefficient de perméabilité horizontal des terrains lorsque l'épaisseur de la couche aquifère est connue.
Ces essais sont fréquemment mis en œuvre dans le cas de réalisation d'ouvrages enterrés (fondations, tranchées couvertes, déblais sous nappe...). Pour assurer la sécurité des personnels et la stabilité de l'ouvrage, il sera nécessaire de connaître avec précision les propriétés hydrodynamique de la nappe, et de définir les besoins de pompage (dimensionnement de la pompe, nécessité d'évacuation des eaux pompées ...etc.)
Lors de ce type d'essai, un pompage est réalisé dans un puits et les variations du niveau piézométrique, en réponse à cette sollicitation, sont relevées dans les piézomètres
d’observation situés aux alentours de cet ouvrage. Les données récoltées sont ensuite
interprétées afin d’estimer les paramètres hydrodynamiques de l’aquifère (transmissivité,
conductivité hydraulique et coefficient d’emmagasinement) aux alentours de ce puits.